# Federazione calcistica del Senegal
La Federazione calcistica del Senegal (fr. Fédération Sénégalaise de Football; arabo الاتحاد السنغالي لكرة القدم, acronimo FSF) è l'ente che governa il calcio in Senegal.
Fondata nel 1960, si affiliò alla FIFA nel 1962 e alla CAF nel 1963. Ha sede nella capitale Dakar e controlla il campionato nazionale, la coppa nazionale e la nazionale del Paese.